# Herman IX van Baden-Eberstein
Herman IX van Baden-Eberstein (overleden op 13 april 1353) was van 1333 tot 1353 markgraaf van Baden-Eberstein. Hij behoorde tot het huis Baden.

## Levensloop
Hij was de zoon van markgraaf Frederik II van Baden-Eberstein en diens eerste vrouw Agnes van Weinsberg. Na de dood van zijn vader in 1333 werd Herman IX de tweede markgraaf van Baden-Eberstein en bleef deze functie uitoefenen tot aan zijn eigen dood in 1353.
In 1344 schonk Herman IX het Ybergkasteel aan zijn oom, markgraaf Rudolf IV van Baden-Pforzheim. Nadat Rudolf IV in 1348 stierf, bood keizer Karel IV Herman IX in 1350 opnieuw het kasteel aan. Hetzelfde jaar kocht hij het dorp Mörsch, dat tot dan in handen was van de abdij van Herrenalb. Eerder had zijn oom Rudolf IV dit dorp aan de abdij verkocht, maar dan wel met een optie om het terug te kunnen kopen.
Hij huwde rond 3 juni 1341 met Mathilde van Vaihingen (overleden in 1381). Ze kregen een zoon Frederik IV, die wellicht kwam te overlijden voor zijn vader. In 1353 overleed hij zonder mannelijke nakomelingen, waarna Baden-Eberstein overging naar zijn familielid Rudolf VI, die het markgraafschap Baden-Baden bestuurde.